# Beta ukosnica
Beta ukosnica (beta-traka, beta-beta jedinica) je jednostavni proteinski strukturni motiv koji se sastoji od dva beta lanca i koji nalikuje na ukosnicu. Ovaj motiv se sastoji od dva lanca koja su susedna u primarnoj strukturi, orijentisana u antiparalelnim smerovima (-terminus jednog lanca je susedan sa C-terminusom drugog) i povezana kratkom petljom sa dve do pet aminokiselina. Beta ukosnica se javlja u izolaciji ili kao deo serije vodonično vezanih lanaca koje kolektivno formiraju beta ravan.
NMR istraživaja su pokazala da se beta ukosnice mogu formirati iz izolovanih kratkh peptida u vodenim rastvorima, iz čega proizilazi da ukosnice mogu da budu mesta nukleacije tokom savijanja proteina.